# Bürs
Bürs è un comune austriaco di 3 220 abitanti nel distretto di Bludenz, nel Vorarlberg.